# Ibolka
Ibolka je žensko osebno ime.

## Izvor imena
Ime Ibolka je žensko osebno ime, ki je izpeljano ali iz imena Jolanda ali pa iz imena Violeta.

## Različice imena
Iboljka

## Tujejezikovne različice
- pri Madžarih: Ibolya

## Pogostost imena
Po podatkih Statističnega urada Republike Slovenije je bilo na dan 31. decembra 2007 v Sloveniji število ženskih oseb z imenom Ibolka: 25.

## Osebni praznik
V koledarju je ime Ibolka zapisano skupaj z imenoma Jolanda in Violeta; god preznjuje 17. januarja, 3. maja ali pa 11. junija.